# پنجاه و پنجمین دوره جوایز اسکار
پنجاه و پنجمین دوره مراسم اعطای جوایز اسکار (انگلیسی: 55th Academy Awards) در روز دوشنبه، ۱۱ آوریل ۱۹۸۳ در دوروتی چندلر پاویون لوس آنجلس برگزار شد. در این مراسم بهترین فیلم‌های سال ۱۹۸۲ جهان به انتخاب آکادمی علوم و هنرهای تصاویر متحرک جایزه گرفتند.
لایزا مینلی، دادلی مور، ریچارد پریور، والتر ماتائو مجریان این مراسم بود

## برندگان

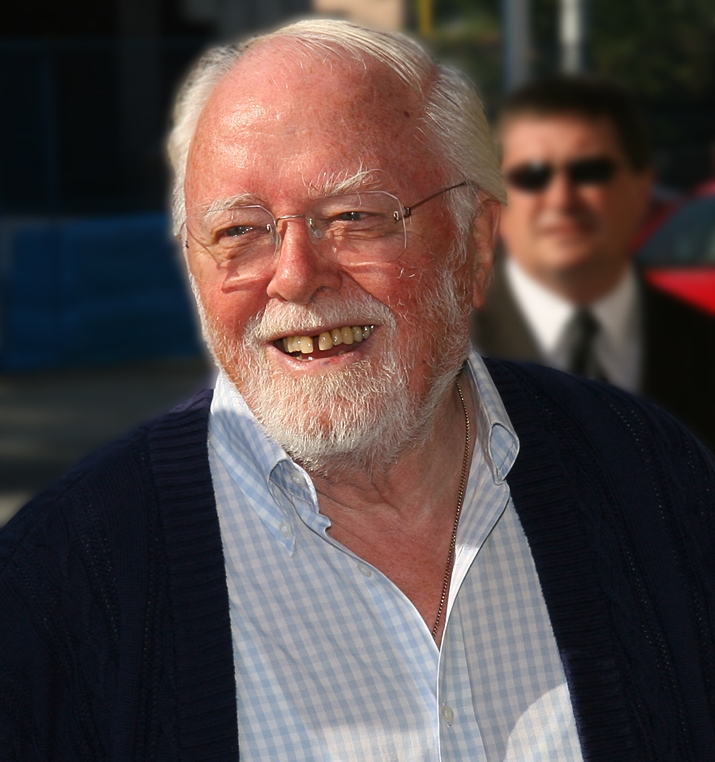
ریچارد اتنبرا، Best Director winner

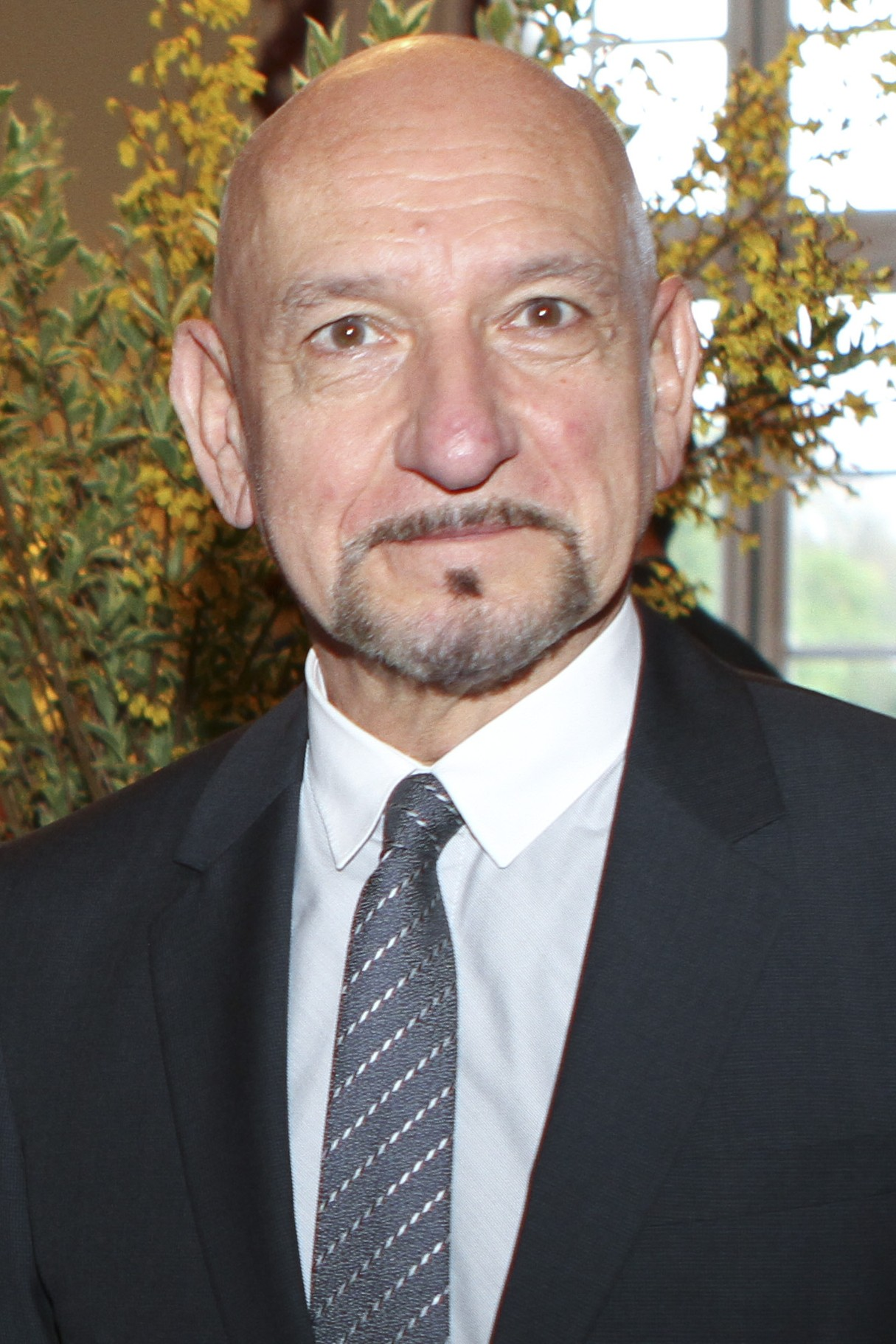
بن کینگزلی، Best Actor winner

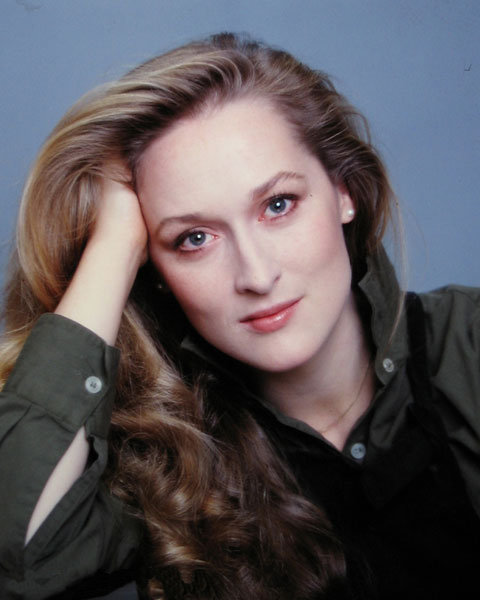
مریل استریپ، Best Actress winner

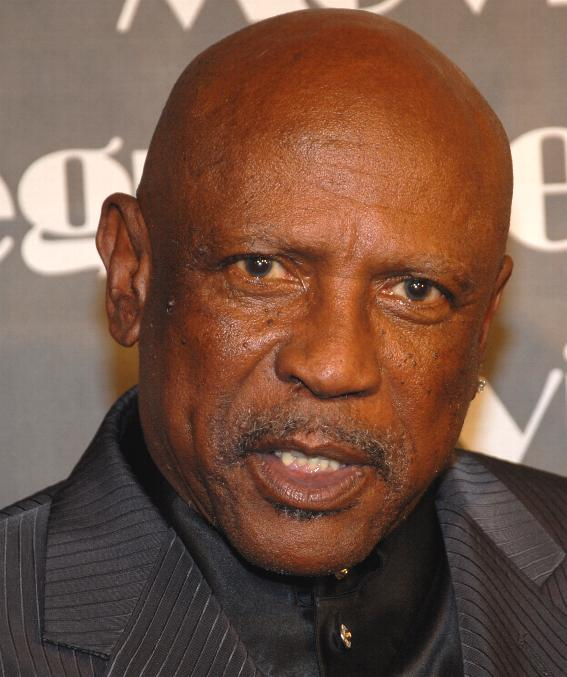
لوئیس گوست، جونیور، Best Supporting Actor winner

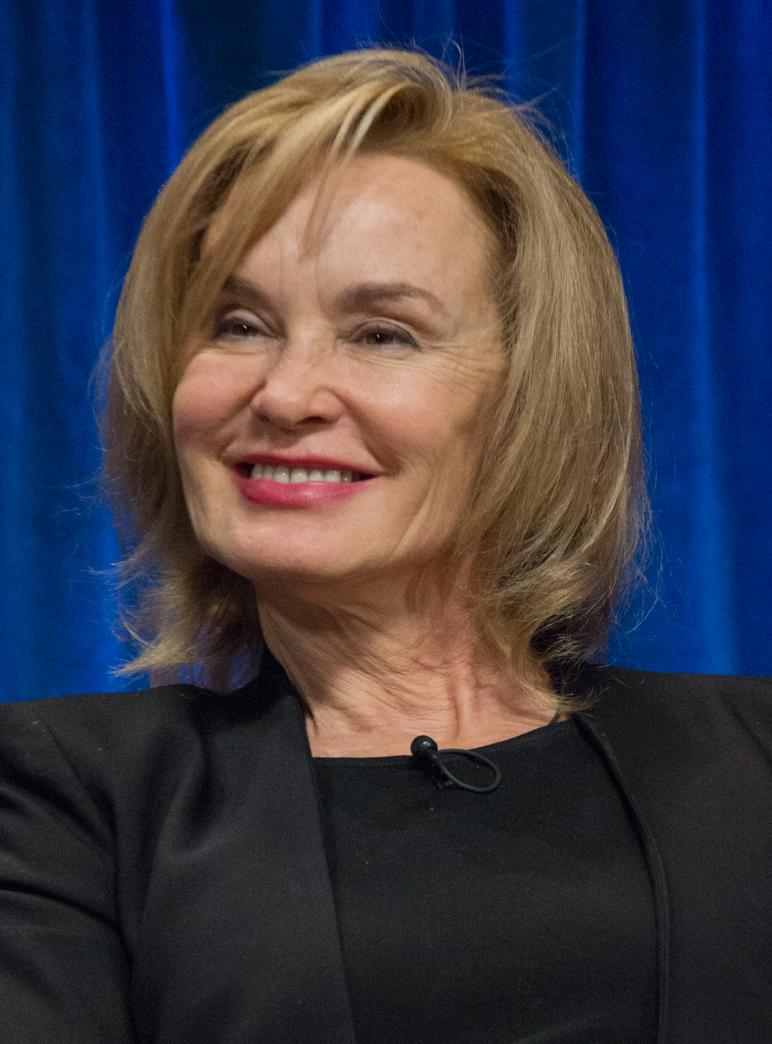
جسیکا لنگ، Best Supporting Actress winner

برندگان نخست و در حروف برجسته پررنگ فهرست شده‌اند.
| جایزه اسکار بهترین فیلم | جایزه اسکار بهترین کارگردانی |
| --- | --- |
| - گاندی - ای. تی. موجود فرازمینی - گم‌شده - توتسی - حکم | - ریچارد اتنبرا – گاندی - ولفگانگ پترسن – کشتی - استیون اسپیلبرگ – ای. تی. موجود فرازمینی - سیدنی پولاک – توتسی - سیدنی لومت – حکم |
| جایزه اسکار بهترین بازیگر نقش اول مرد | جایزه اسکار بهترین بازیگر نقش اول زن |
| - بن کینگزلی – گاندی - داستین هافمن – توتسی - جک لمون – گم‌شده - پل نیومن – حکم - پیتر اوتول – سال محبوب من | - مریل استریپ – انتخاب سوفی - جولی اندروز – ویکتور ویکتوریا - جسیکا لنگ – فرانسیس - سیسی اسپیسک – گم‌شده - دبرا وینگر – یک افسر و یک جنتل‌من |
| جایزه اسکار بهترین بازیگر نقش مکمل مرد | جایزه اسکار بهترین بازیگر نقش مکمل زن |
| - لوئیس گوست، جونیور – یک افسر و یک جنتل‌من - چارلز دارنینگ – بهترین فاحشه‌خانه کوچک در تگزاس (فیلم) - جان لیسگو – جهان به گفته گارپ - جیمز میسون – حکم - رابرت پرستون – ویکتور ویکتوریا | - جسیکا لنگ – توتسی - گلن کلوز – جهان به گفته گارپ - تری گار – توتسی - کیم استنلی – فرانسیس - لزلی ان وارن – ویکتور ویکتوریا |
| جایزه اسکار بهترین فیلم‌نامه غیراقتباسی | جایزه اسکار بهترین فیلم‌نامه اقتباسی |
| - گاندی – جان بریلی - رستوران (فیلم ۱۹۸۲) – بری لوینسون - ای. تی. موجود فرازمینی – ملیسا متیسن - یک افسر و یک جنتل‌من – Douglas Day Stewart - توتسی – لری گلبرت, Murray Schisgal و Don McGuire | - گم‌شده – کوستا گاوراس و Donald E. Stewart - کشتی – ولفگانگ پترسن - انتخاب سوفی – آلن جی پاکولا - حکم – دیوید مامیت - ویکتور ویکتوریا – بلیک ادواردز |
| جایزه اسکار بهترین فیلم خارجی‌زبان | جایزه اسکار بهترین ترانه |
| - آغازی دوباره (اسپانیا) - آلسینو و کندور (نیکاراگوئه) - Clean Slate (فرانسه) - The Flight of the Eagle (سوئد) - Private Life (اتحاد جماهیر سوسیالیستی شوروی) | - "Up Where We Belong" from یک افسر و یک جنتل‌من – موسیقی اثر جک نیچه و بافی سینت-مری; ترانه اثر ویل جنینگز - "چشم ببر" from راکی ۳ – موسیقی و ترانه اثر Jim Peterik و Frankie Sullivan - "How Do You Keep the Music Playing?" from بهترین دوستان – موسیقی اثر میشل لوگران; ترانه اثر الن برگمن و الن برگمن - "If We Were In Love" from Yes, Giorgio – موسیقی اثر جان ویلیامز; ترانه اثر الن برگمن و الن برگمن - "It Might Be You" from توتسی – موسیقی اثر دیو گروسین; ترانه اثر الن برگمن و الن برگمن |
| Best Documentary Feature | Best Documentary Short |
| - فقط یک بچه گمشده دیگر – جان زاریتسکی - After the Axe – اشتورتلا گونارشون و Steve Lucas - Ben's Mill – John Karol و Michel Chalufour - In Our Water – Meg Switzgable - A Portrait of Giselle – Joseph Wishy | - If You Love This Planet – Edward Le Lorrain و Terri Nash - Gods of Metal – Robert Richter - The Klan: A Legacy of Hate in America – Charles Guggenheim و Werner Schumann - To Live or Let Die – فریدا لی مک - Traveling Hopefully – جان جی. آویلدسن |
| جایزه اسکار بهترین فیلم کوتاه | جایزه اسکار بهترین پویانمایی کوتاه |
| - A Shocking Accident – Christine Oestreicher - Ballet Robotique – Bob Rogers - The Silence – Michael Toshiyuki Uno و Joseph Benson - Split Cherry Tree – Jan Saunders - Sredni Vashtar – اندرو بیرکین | - Tango – زبیگنیف ریپچینسکی - The Great Cognito – ویل وینتون - The Snowman – John Coates |
| جایزه اسکار بهترین موسیقی فیلم | جایزه اسکار بهترین موسیقی فیلم |
| - ای. تی. موجود فرازمینی – جان ویلیامز - گاندی – راوی شانکار و جرج فنتون - یک افسر و یک جنتل‌من – جک نیچه - پولترگایست – جری گلدسمیت - انتخاب سوفی – ماروین هملیش | - ویکتور ویکتوریا - هنری مانچینی و لسلی بریکوس - Annie – Adaptation Score by رالف برنز - یکی از قلب – Song Score by تام ویتس |
| Best Sound Mixing | جایزه اسکار بهترین تدوین صدا |
| - ای. تی. موجود فرازمینی – Robert Knudson, Robert Glass, Don Digirolamo و Gene Cantamessa - کشتی – Milan Bor, Trevor Pyke, و Mike Le Mare - گاندی – Gerry Humphreys, Robin O'Donoghue, Jonathan Bates و Simon Kaye - توتسی – Arthur Piantadosi, Les Fresholtz, Dick Alexander و Les Lazarowitz - ترون – Michael Minkler, Bob Minkler, Lee Minkler و James LaRue                                                                                              | - ای. تی. موجود فرازمینی – Charles L. Campbell و بن برت - کشتی – Mike Le-Mare - پولترگایست – Stephen Hunter Flick و Richard Anderson |
| Best Art Direction | جایزه اسکار بهترین فیلمبرداری |
| - گاندی – Art Direction: Stuart Craig و Robert W. Laing; Set Decoration: Michael Seirton - Annie – Art Direction: دیل هنسی; Set Decoration: Marvin March - بلید رانر – Art Direction: Lawrence G. Paull و David L. Snyder; Set Decoration: Linda DeScenna - لا تراویاتا – Art Direction: فرانکو زفیرلی; Set Decoration: Gianni Quaranta - ویکتور ویکتوریا – Art Direction: Rodger Maus, Tim Hutchinson و William Craig Smith; Set Decoration: Harry Cordwell | - گاندی – بیلی ویلیامز و رانی تیلور - کشتی – یست واکانو - ای. تی. موجود فرازمینی – آلن داویا - انتخاب سوفی – نستور آلمندروس - توتسی – اوون رویزمن |
| Best Makeup | جایزه اسکار بهترین طراحی لباس |
| - Quest for Fire – Sarah Monzani و Michele Burke - گاندی – Tom Smith | - گاندی – جان مالو و بانو آثائیا - لا تراویاتا – پی‌یرو تسی - انتخاب سوفی – آلبرت وولسکی - ترون – الوئیس جنسن و Rosanna Norton - ویکتور ویکتوریا – Patricia Norris |
| جایزه اسکار بهترین تدوین | جایزه اسکار بهترین جلوه‌های تصویری |
| - گاندی – جان بلوم - کشتی – Hannes Nikel - ای. تی. موجود فرازمینی – کارول لیتلتون - یک افسر و یک جنتل‌من – پیتر زینر - توتسی – فردریک استاینکمپ و ویلیام استاینکمپ | - ای. تی. موجود فرازمینی – کارلو رمبالدی، Dennis Muren و Kenneth Smith - بلید رانر – داگلاس ترامبل، Richard Yuricich و David Dryer - پولترگایست – Richard Edlund, Michael Wood و Bruce Nicholson |

### جایزه اسکار افتخاری
- میکی رونی

### جایزه بشردوستانه ژان هرشولت
- والتر میریش

## فیلم‌های با بیش از یک جایزه یا نامزدی
| این فیلم‌ها چندین نامزدی دارند: - ۱۱ نامزدی: گاندی - ۱۰ نامزدی: توتسی - ۹ نامزدی: ای. تی. موجود فرازمینی - ۷ نامزدی: ویکتور ویکتوریا - ۶ نامزدی: Das Boot, یک افسر و یک جنتل‌من - ۵ نامزدی: انتخاب سوفی, The Verdict - ۴ نامزدی: گم‌شده - ۳ نامزدی: پولترگایست - ۲ نامزدی: Annie, بلید رانر, فرانسیس, لا تراویاتا, Tron, جهان به گفته گارپ | The following films received multiple awards. - ۸ برنده: گاندی - ۴ برنده: ای. تی. موجود فرازمینی - ۲ برنده: یک افسر و یک جنتل‌من |